# ラスティ・メン/死のロデオ
『ラスティ・メン/死のロデオ』（The Lusty Men）は1952年のアメリカ合衆国の映画。出演はスーザン・ヘイワードやロバート・ミッチャムなど。
日本では劇場未公開だがテレビ放送が行われている。また、DVDなどでは『不屈の男たち』という題が使われている。

## キャスト
※括弧内は日本語吹替（初回放送1968年1月23日『テレビ名画座』）
- ルイーズ・メリット：スーザン・ヘイワード（三条美紀）
- ジェフ・マクラウド：ロバート・ミッチャム（小林清志）
- ウェス・メリット：アーサー・ケネディ（村越伊知郎）
- ブッカー・デイビス：アーサー・ハニカット
- アル・ドーソン：フランク・フェイレン

## スタッフ
- 監督：ニコラス・レイ
- 製作：ジェリー・ウォルド
- 原作：クロード・スタナッシュ
- 脚本：デヴィッド・ドートート、ホレイス・マッコイ
- 撮影：リー・ガームス
- 編集：ラルフ・ドーソン
- 音楽：ロイ・ウェッブ